# Jürgen Raeymaeckers
Jürgen Raeymaeckers (Herenthout, 3 mei 1985) is een Belgische voetballer.
De aanvaller speelde tijdens zijn jeugd bij FC Herenthout, waarna hij in 1993 vertrok naar SK Lierse. Daar stroomde hij door tot de eerste ploeg, waarvoor hij in 45 matchen twee keer scoorde. In 2006 verruilde hij Lierse voor KSV Roeselare. Daar veroverde hij nooit een basisplaats en vertrok er in 2007. Hij tekende bij OH Leuven. Begin 2008 ging hij naar FCN Sint-Niklaas. Later speelde hij nog voor Zwarte Leeuw, KFC Lille en KFC Duffel.

## Statistieken

### Competitie
| seizoen    | club                | land   | competitie    | wed. | basis | goals |
| ---------- | ------------------- | ------ | ------------- | ---- | ----- | ----- |
| 2005/06    | SK Lierse           | België | Eerste klasse | 22   | 8     | 0     |
| 2006/07    | SV Roeselare        | België | Eerste klasse | 7    | 0     | 1     |
| 2007/08    | Oud-Heverlee Leuven | België | Tweede klasse | 3    | 2     | 0     |
| 2007/08    | FCN Sint-Niklaas    | België | Derde klasse  | ?    | ?     | ?     |
| 2008/09    | FCN Sint-Niklaas    | België | Derde klasse  | ?    | ?     | ?     |
| Bijgewerkt | 04-10-08            |        |               |      |       |       |

### Beker
| seizoen    | club                | land   | competitie       | wed. | basis | goals |
| ---------- | ------------------- | ------ | ---------------- | ---- | ----- | ----- |
| 2007/08    | Oud-Heverlee Leuven | België | Beker van België | 0    | 0     | 0     |
| 2008/09    | FCN Sint-Niklaas    | België | Beker van België | 0    | 0     | 0     |
| Bijgewerkt | 08-08-08            |        |                  |      |       |       |